# Al-Mayassa bint Hamad bin Khalifa Al-Thani
Al-Mayassa bint Hamad bin Khalifa Al Thani (Qatar, 1983) és la catorzena filla del xeic Hamad bin Khalifa Al Thani, actual emir de Qatar, i la filla gran de l'emir amb la seva segona esposa, Sheikha Mozah bint Nasser al-Missned. Ha estat descrita com la «dona més poderosa del món de l'art». També apareix a la Llista Forbes de dones poderoses.

## Biografia
Es va graduar amb un B. A. llicenciat en ciències polítiques i literatura de la Universitat Duke de Durham (Carolina del Nord), el 2005. Mentre era a Duke, va ser vicepresidenta de l'Associació Internacional, Vicepresidenta de Hiwar (una organització per promoure el diàleg polític), i delegada de les Nacions Unides entre 2001-2002.
Durant l'any escolar 2003-2004, va estudiar a la Universitat de París Panthéon-Sorbonne i a l'Institut d'Estudis Polítics de París.
Després de la seva graduació, Sheikha Al-Mayassa va fundar l'ONG Reach Out To Asia. També presideix l'Autoritat dels Museus de Qatar i el Doha Film Institute.

## Matrimoni i fills
Es va casar amb Sheikh Jassim bin Abdul Aziz Al-Thani al Palau d'Al-Wajbah, Doha, el 6 de gener. Junts tenen dos fills:
- Sheikh Mohammed
- Sheikh Hamad